# Lista de membros da Royal Society eleitos em 1676
Esta é uma lista de Membros da Royal Society eleitos em seu décimo-sétimo ano, 1676.

## Fellows
- Sir Thomas Clutterbuck (1627 -1683)
- Sir Richard Edgcumbe (1640 -1688)
- Henry Hall (lawyer) (1670 -1692)
- Sir Henry Sheers (m. 1710)
- John Mapletoft (1631 -1721)
- Francesco Travagino (n. 1613)
- John King (FRS) (n. 1648)